# Ptačí mléko

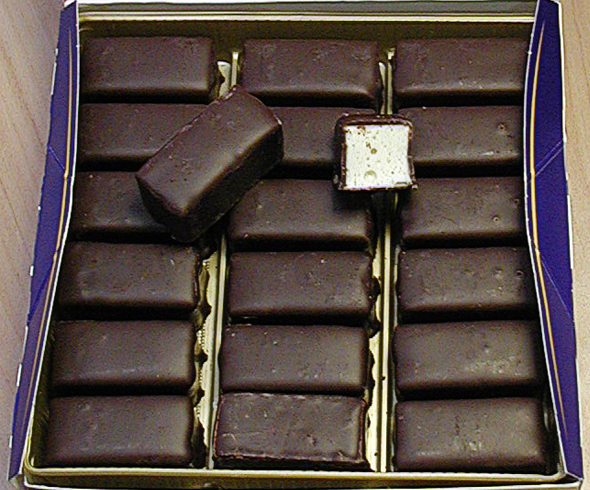
Ptačí mléko

Ptačí mléko je cukrovinka připomínající svou konzistencí marshmallow a opatřená čokoládovou polevou. Začala ji vyrábět v roce 1936 ve Varšavě firma E. Wedel. Název pochází od označení pro mimořádnou vzácnost „ptačí mléko“, které se objevuje již v Aristofanových komediích (ὀρνίθων γάλα, ornithon gala). Podle receptu se smíchá šlehačka, sníh z bílků s cukrem a želatina nebo agar-agar, může se přidat příchuť, například vanilka nebo citrónová šťáva. Vše se nechá v chladu ztuhnout, vznikne pěnová hmota, která se nakrájí na kostky a ty se obalují v čokoládě.
V Sovětském svazu se ptačí mléko začalo na zakázku ministerstva potravinářského průmyslu vyrábět v roce 1967 ve Vladivostoku, později produkci převzala moskevská továrna Rot Front. Bonbony se rozšířily po celé zemi, jejich popularita vedla k tomu, že od roku 1978 připravoval šéfkuchař Vladimir Guralnik v restauraci Praga na Arbatu stejnojmenný dort, který si nechal patentovat. 
Firma Wedel má v zemích Evropské unie zaregistrováno Ptačí mléko jako ochrannou známku.